# Axel Borg

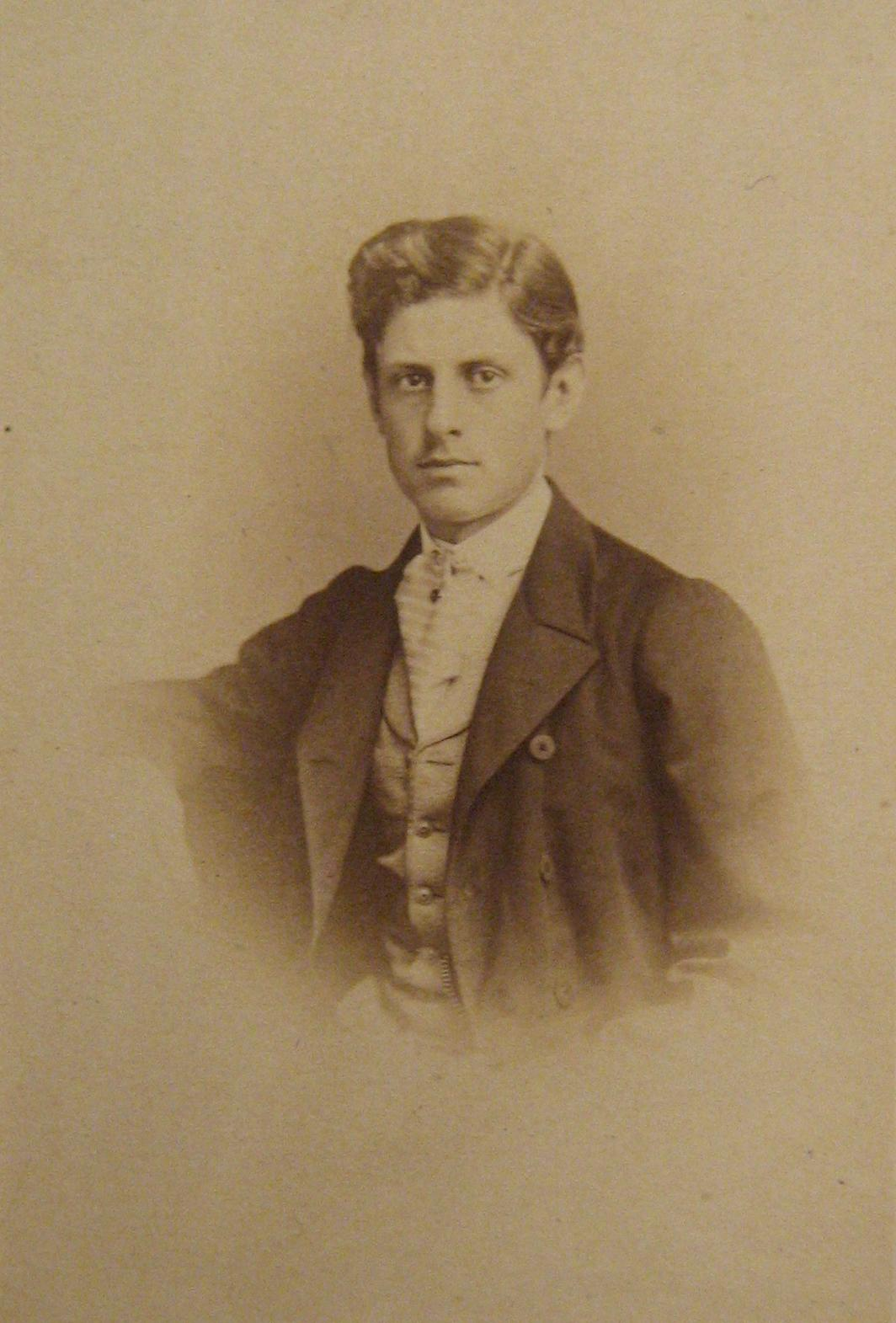
En ung Axel Borg, fotograferad i Örebro av Carl Engelholm på 1860-talet.

Axel Leonard Borg, född 20 augusti 1847 i Ystad, död 24 maj 1916 i Örebro, var en svensk konstnär. 

## Biografi
Axel Borg var son till apotekaren Anders Borg. Under skoltiden i Örebro tog han lektioner i målning för Olof Hermelin. Efter mogenhetsexamen 1868 reste han till Uppsala för att studera zoologi men började 1871 i stället studera på Konstakademien i Stockholm med Josef Wilhelm Wallander som lärare. Bland hans klasskamrater fanns Ernst Josephson, Carl Larsson och Hugo Birger. 1875 reste han tillsammans med August Hagborg och Georg Pauli till Paris. De kom att bilda en grupp som kallades Opponenterna eller "Pariserpojkarna" som närmade sig det naturalistiska måleriet i Paris och tog avstånd från den svenska konservatismen. Här tillkom den stora tavlan I oskyldighetens tillstånd (På Lunds universitets konstmuseum). 1878 fick han slut på pengar och tvingades återvända till Örebro. Till en början gick det dåligt, Borg beklagade sig över bristen på "konstatmosfär" i Örebro. Under denna tid tillkom dock några av hans främsta målningar, särskilt ett antal med motiv från Skåne, där han brukade tillbringa somrarna. 1882–1883 genomförde han en ny parisresa. Denna kom dock endast i ringa grad att påverka han måleri. Efter hemkomsten slog han sig åter ned i Örebro, där han efterhand blev stadens mest populäre konstnär, men samtidigt kom att anpassa sitt måleri efter publikens smak. Främst målade han genrebilder som Byskomakaren, Erik Ersson vaggar och Torgscen i Örebro. Som naturintresserad målade han även många naturmotiv som Stridande älgar, Älgar i snö, Flyende älgar och Älgar för drev.
Axel Borg, som var ogift, sökte sig ofta bort från staden och upp till jaktstugan (uppförd 1896)  vid Ymningshyttan i Kilsbergen, som blev hans andra hem. Då man i början av andra världskriget anlade Villingsbergs skjutfält hamnade jaktstugan i riskområdet och flyttades. År 2009 brann jaktstugan utanför Nora ner till grunden. Inget stod att rädda, varken originalmålningar eller de handsnidade möbler som ritats av Axel Borg.
Han är representerad på Nationalmuseum, Norrköpings konstmuseum  och Göteborgs konstmuseum., Örebro läns landsting.
Bäst representerad är dock Borg på Örebro läns museum. Axel Borg är begravd på Nikolai kyrkogård i Örebro.

## Galleri

Konstnären Ernst Josephson (1883)
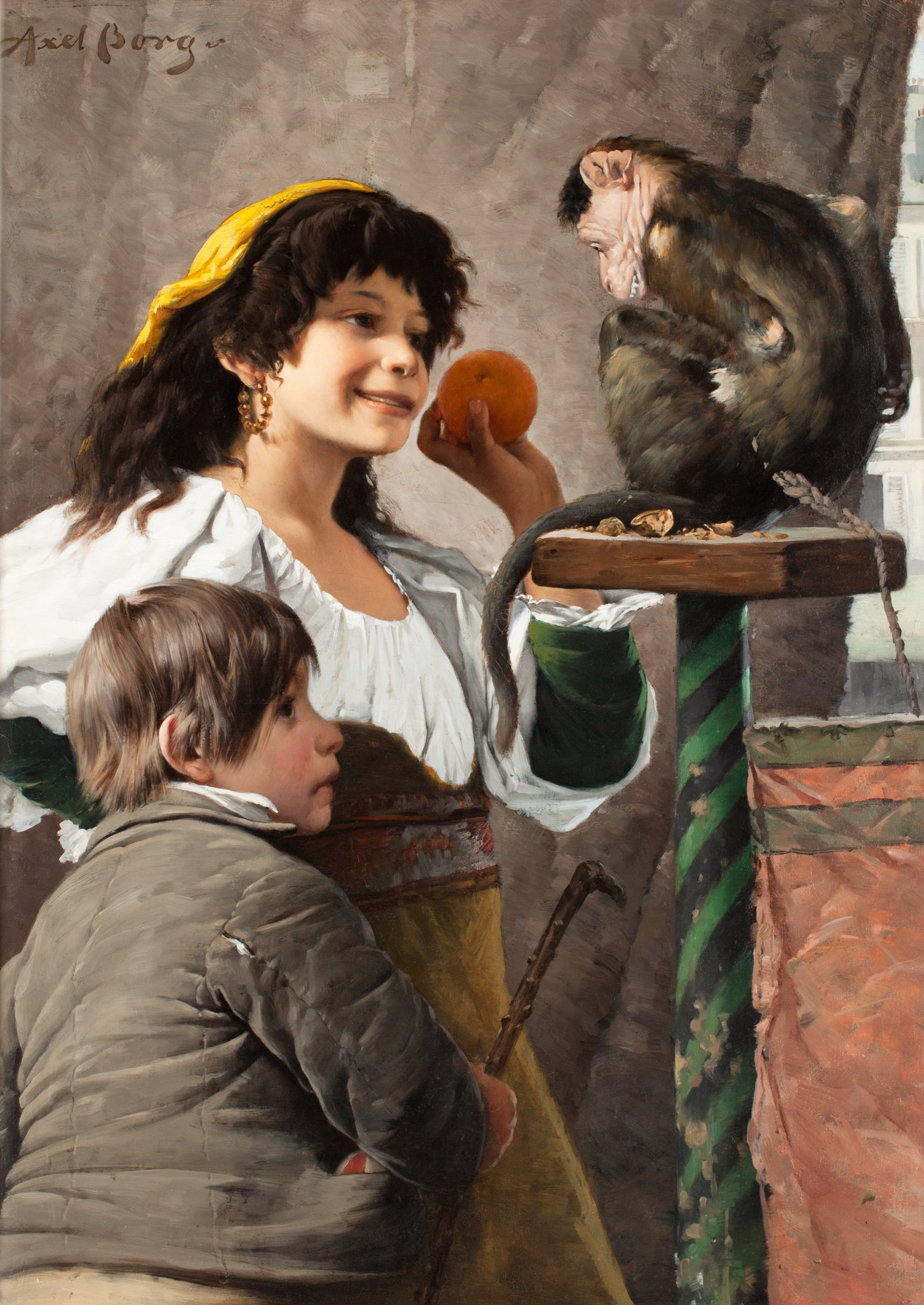
Gycklare med apa.
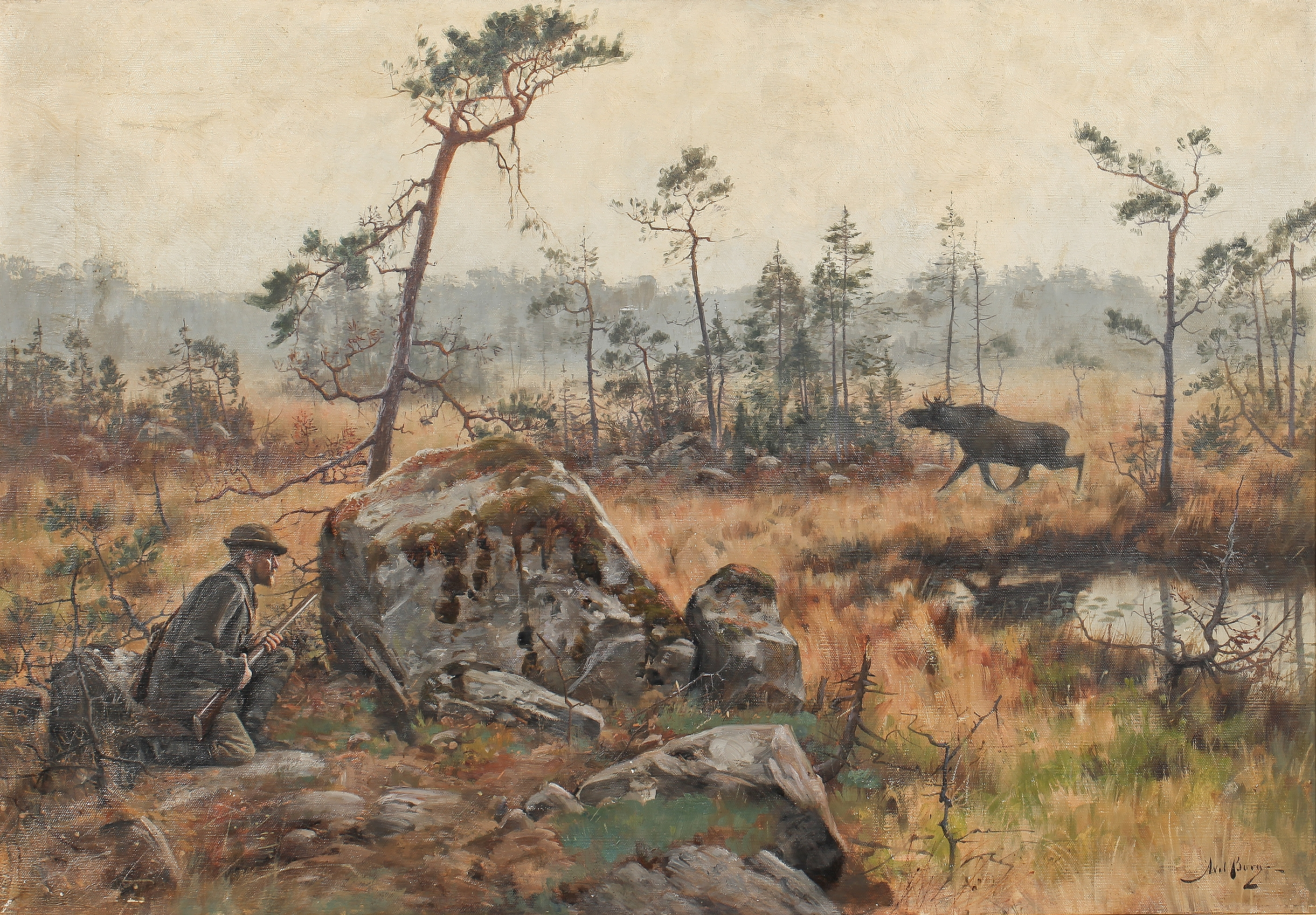
Älgjakt.
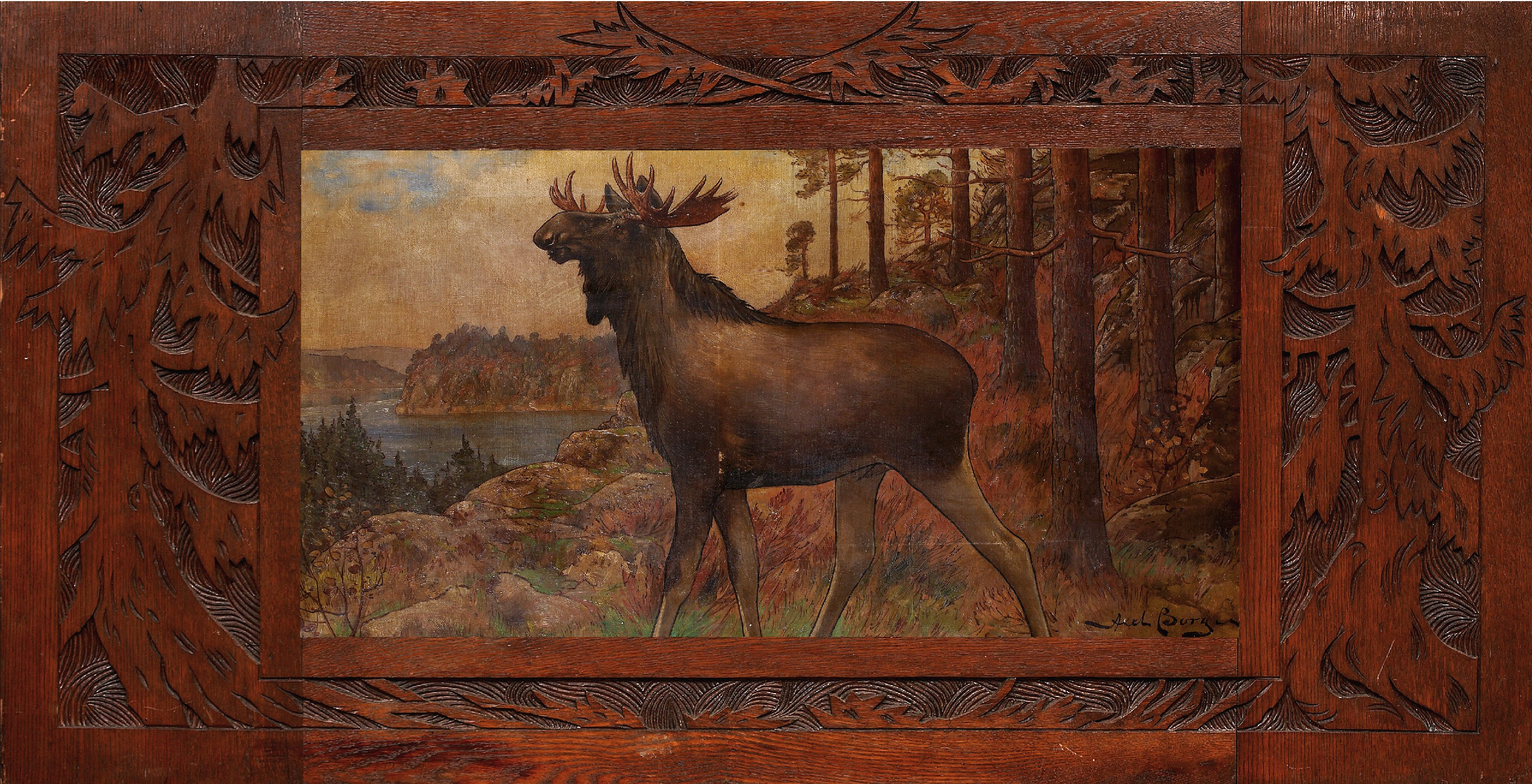
Älgtjur i landskap, ett av Axel Borgs favoritmotiv – här med skuren originalram.